# Kosmovac
Kosmovac (en serbe cyrillique : Космовац) est un village de Serbie situé dans la municipalité de Bela Palanka, district de Pirot. Au recensement de 2011, il comptait 68 habitants.

## Démographie
| 1948 | 1953 | 1961 | 1971 | 1981 | 1991 | 2002 | 2011 |
| ---- | ---- | ---- | ---- | ---- | ---- | ---- | ---- |
| 411  | 423  | 363  | 263  | 194  | 140  | 110  | 68   |

|  |